# Afta

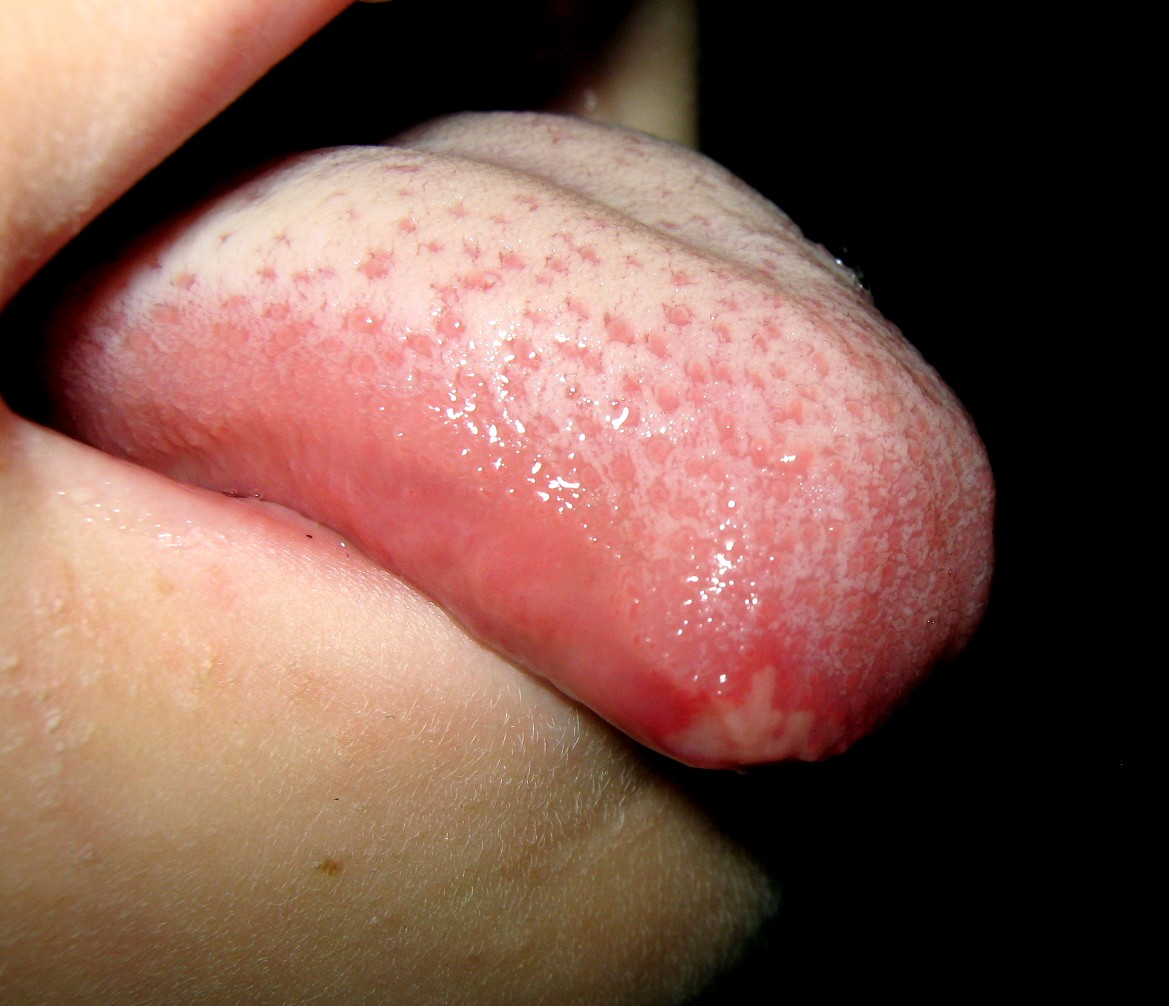
Localització a l'extremitat de la llengua, eventualment després d'una mossegada de la llengua

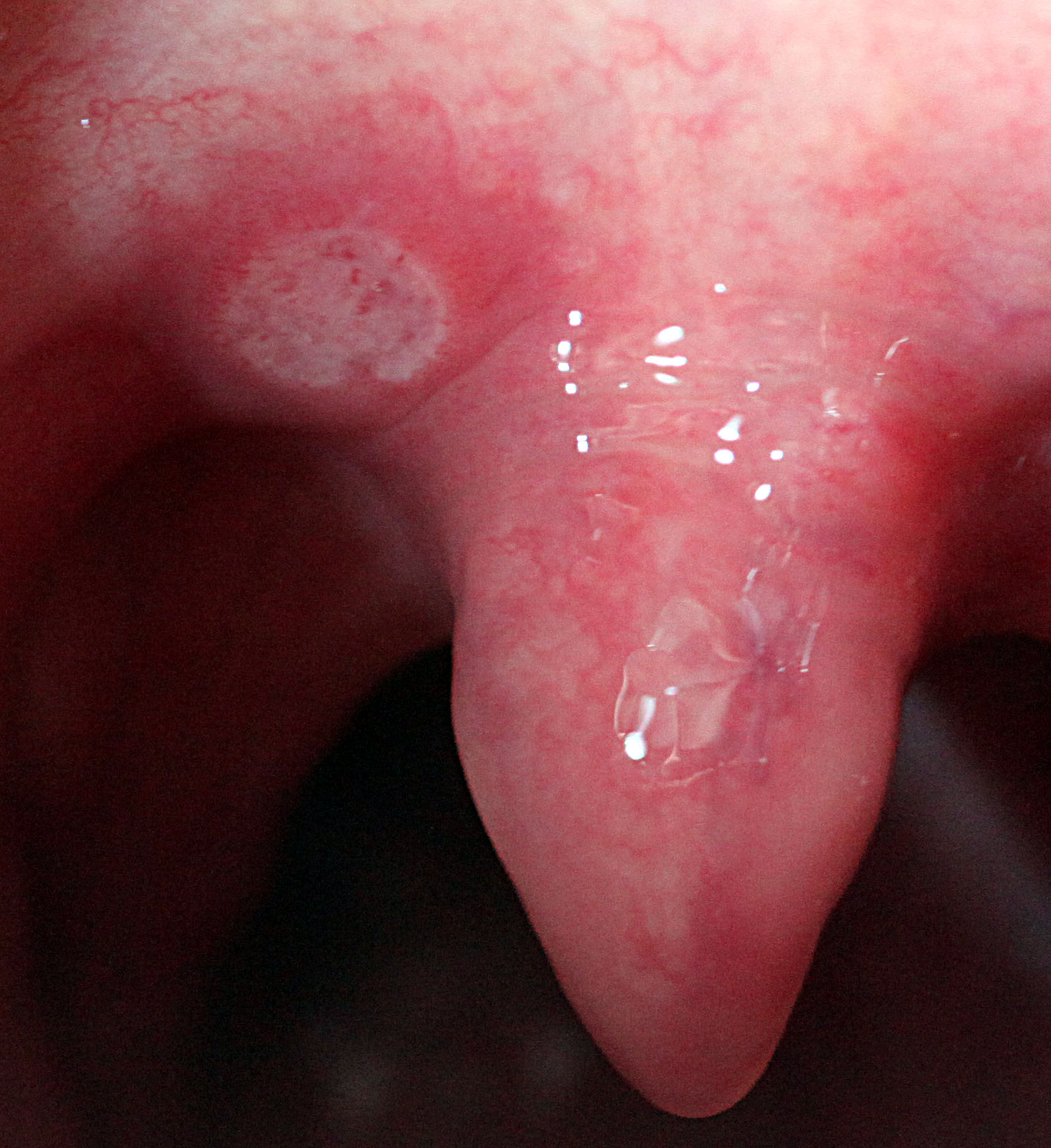
...prop de l'úvula

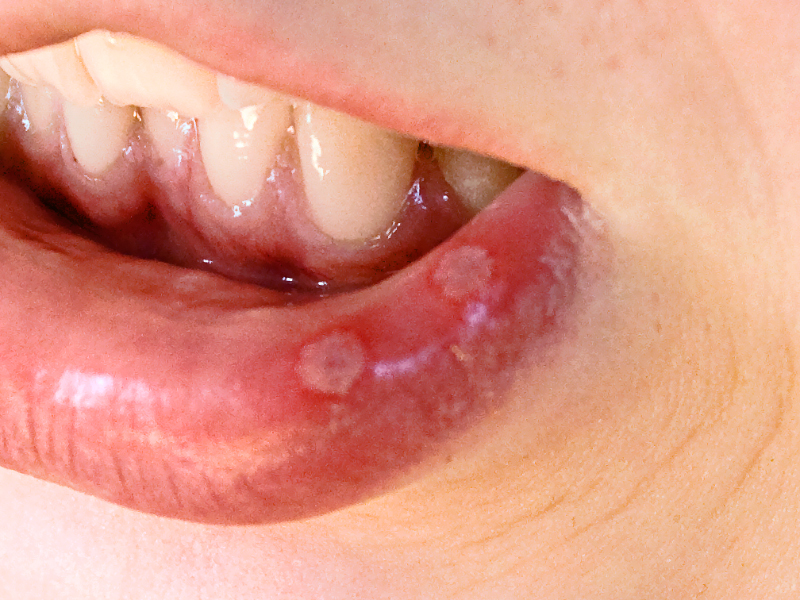
...als llavis (mucosa queratinitzada) pot ser confós amb un herpes

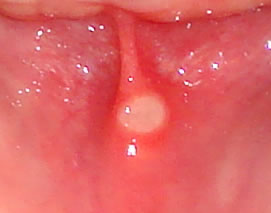
...al fre o tel de la llengua

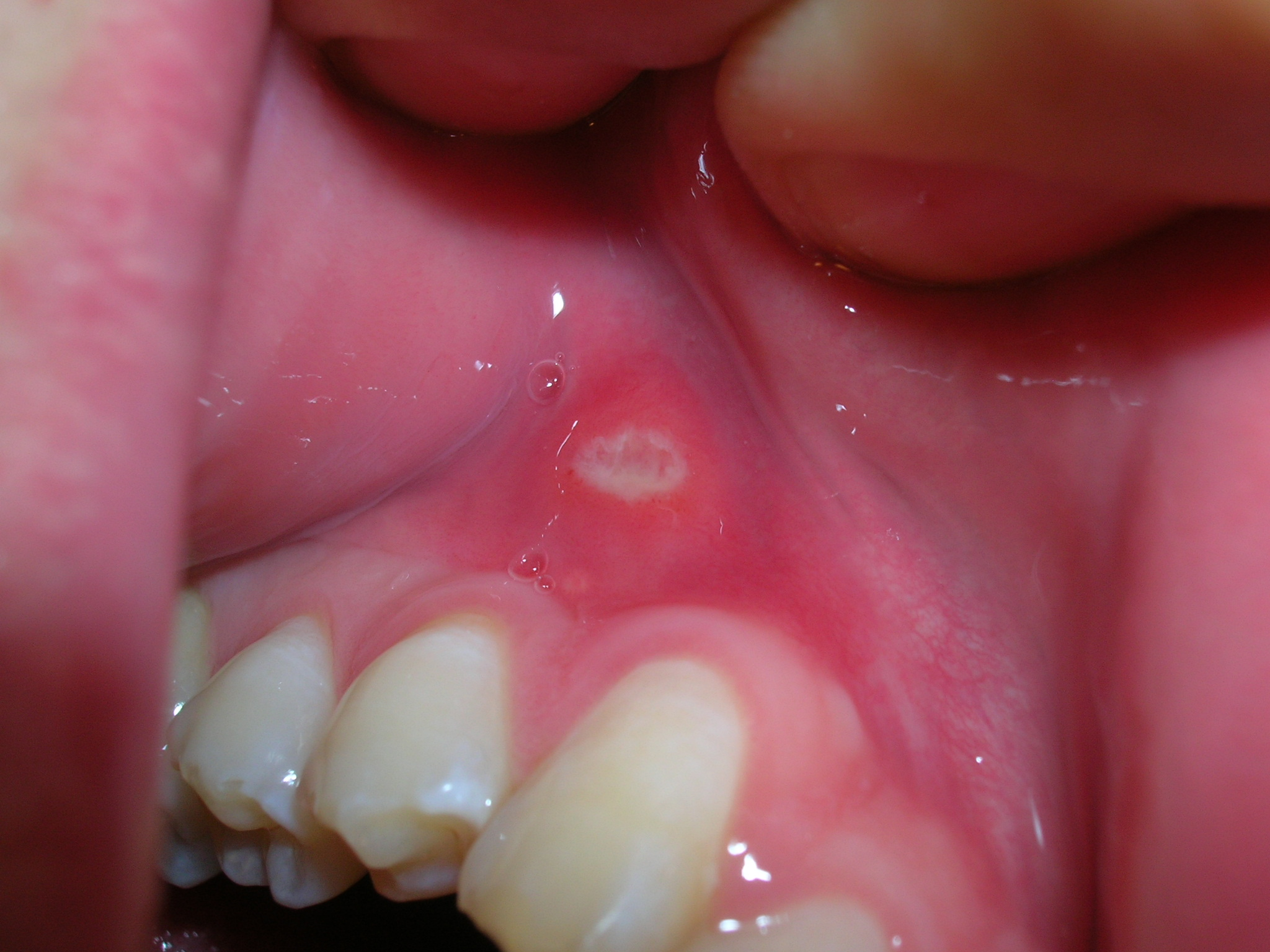
...a la geniva superior

Una afta (del grec antic ἄφθη / áphthê, de ἄπτω / áptô, cremar) és una úlcera superficial dolorosa de la mucosa bucal o d'un altre òrgan. De vegades és « bipolar » (oro-genital).
En la mucosa bucal, es forma la major part del temps a l'interior dels llavis i de les galtes, la llengua, el paladar, les genives o la gola. Les aftes apareixen tot sovint en un subjecte aparentment « sa », aïlladament. De vegades van precedits d'una sensació de coïssor, i es guareixen espontàniament.
Caracteritzades per una forma arrodonida o ovalada sobre un fons groc envoltat d'un halo vermell inflamatori, sense induració, poden ser de molt petita talla (aftes « miliars ») o gegants (aftes necròtiques de Sutton).
Quan les aftes bucals no es troben pas aïllades i van sistemàticament acompanyades d'uns altres símptomes, poden evocar:
- una malaltia de Behçet ;
- una de les malalties inflamatòries de l'intestí (colitis ulcerosa, malaltia de Crohn).

## Classificació
Les aftes que tornen periòdicament s'anomenen « recidivants » ; són el símptoma d'una estomatitis aftosa recidivant.[citació necessària]
Les estomatitis aftoses o aftosis es classifiquen generalment segons tres formes :
1. la forma menor (75-85 % dels casos) ;[2]
2. la forma major (10-15 % dels casos) ;
3. la forma herpetiforme (5-10 % dels casos) (no s'ha pas de confondre amb una lesió herpètica veritable, que pot ser posada en evidència pel diagnòstic diferencial). La confusió és tan fàcil que aquesta forma d'afta afecta de vegades també una mucosa queratinitzada (ex. : gingivoestomatitis herpètica primària). Els atacs són múltiples i recurrents ; les úlceres són petites i crateriformes.

Les formes menors i majors a voltes estan reunides sota el nom d'« afta vulgar », la més difosa amb 80 % a 95 % de tots els casos d'estomatitis aftosa recurrent. Cada afta dura de 10 a 14 dies i la crisi dura generalment 3 a 4 setmanes.
L'afta gegant : Més escassa (1/10è de les estomatitis aftoses), d'un diàmetre de 5 a 20 mm o fins i tot més, i en feble nombre (sovint un o dos alhora), se situa a la regió del paladar posterior o a la part davantera de la faringe. Com més greu, més dolorosa i dura molt més temps perquè és més profunda i va associada a una necrosi dels teixits. Deixa sovint una cicatriu i una sobreinfecció és possible (bacteriana o fúngica), difícil de tractar en cas d'immunodeficiència (VIH, Sida…).

## Epidemiologia
Molts estudis epidemiològics han mostrat que les aftes afecten totes les poblacions (15 % a 30 % de les poblacions tocades en mitjana), però amb diferències de prevalences importants.
Les dones són més tocades que els homes amb crisis més freqüents.
Les aftes afecten sobretot les persones de menys de 45 anys, amb un pic de freqüència per a la porció dels 16-25 anys.

## Etiologia
Aquestes lesions són freqüents i d'etiologia desconeguda. S'ignora avui dia si les aftes són el símptoma d'una sola o de diverses afeccions. És probable que hi hi hagi factors genètics a l'origen almenys de determinades aftes.
LA seva sobrevinguda pot estar lligada a factors nutricionals, psicològics (especialment l'estrès, la fatiga acumulada) o higiènics (una mala raspallada de les dents, una vaixella mal netejada…)[ref. necessària].
El consum de tomata cuita, de nous, d'avellanes, d'ametlles, de formatge gruyère, d'emmental, de bananes, d'agres i fruits àcids (kiwi, pinya americana...), de xocolata, i de tots els aliments al·lergògens n'afavoreix l'aparició. 
La utilització perllongada d'antisèptics locals, com les pastilles per a la gola, o d'un dentifrici que contingui laurilsulfate de sodi pot també pot provocar en certes persones l'aparició d'aftes, probablement com a conseqüència d'un desequilibri de la flora bucal.

## Evolució
La curació és espontània en 8 a 10 dies en condicions d'higiene normal, tractats per antisèptics locals.
Si una afta no ha pas desaparegut dues setmanes després de la seva aparició o si mentrestant uns altres han aparegut, es recomana consultar un metge.
Existeixen molts tractaments tradicionals, incloent-hi els basats en el vinagre en bany de boca.

## Contextos d'aparicions
Les lesions que se semblen a aftes es produeixen:
- a conseqüència de proliferacions de bacteris a la boca (exemple : dits bruts a la boca, etc.) podent causar angines ;
- després d'haver ingerit certs components (el més sovint artificials) afegits als aliments : conservadors, etc.
- en cas d'estrès ;
- en cas de febre ;
- en cas d'al·lèrgia a certs elements : nous, ametlles, formatge de pasta dura, etc.
- a conseqüència de canvis hormonals ;
- aliments calents ;
- en cas de carència de vitamina B12 ;
- en cas de carència en ferro ;
- en cas de carència d'àcid fòlic ;
- en cas de preses de certs medicaments contra l'angina ;
- en cas de mossegada accidental de la llengua o de l'interior de la galta ;
- en cas d'inflamació del sistema digestiu ;
- en cas de certes infeccions virals : mononucleosi infecciosa, papil·lomavirus, VIH, varicel·la o zona ;
- certes infeccions bacterianes ;
- certes micosis ;
- certs càncers com el limfoma o la leucèmia ;
- certs dèficits vitamínics ;
- a conseqüència de traumatismes locals en el contacte de la mucosa amb una pròtesi dental ;
- la radioteràpia de l'extremitat cefàlica el feix de la qual passa per la cavitat bucal (mucositis radical) ;
- a conseqüència de la presa de certs medicaments com els antiinflamatoris no esteroidals (AINS), els antibiòtics, l'àcid benzoic (E210), antivitamina K, meprobamata...
- les quimioteràpies (citotòxiques o citostàtiques) que emmenen mucositis (danys a les membranes mucoses).

La presència de diverses aftes bucals o genitals és anomenada « aftosi ».